# ألفاراذو (كانتون)
ألفاراذو (بالإسبانية: Alvarado) هو الكانتون السادس في كارتاغو في كوستاريكا. و يغطي الكانتون مساحة 81.06 كم مربع،
كما يقارب عدد سكانه 13,078 نسمة.
و تدعى مدينته الرئيسية بـباكاجاس.
تحدد السكة الحديدة الكاريبية الميتة جزءا من حدوده الجنوبية، على طول نهر ريفينتاسون، كما يشكل نهر توريالفا في الشرق و نهر بيرّيس في الغرب الحدود الشمالية للكانتون، و الذي كل منهما يصل إلى سلسلة الجبال المركزية  Cordillera Central.
تم تأسيس هذا الكانتون تشريعيا في 19 تموز 1908.

## المقاطعات
يتألف الكانتون من ثلاث مقاطعات و هي :
1. باكاجاس
2. سيرفانتيس
3. كابجاذيس